# Emil Welti

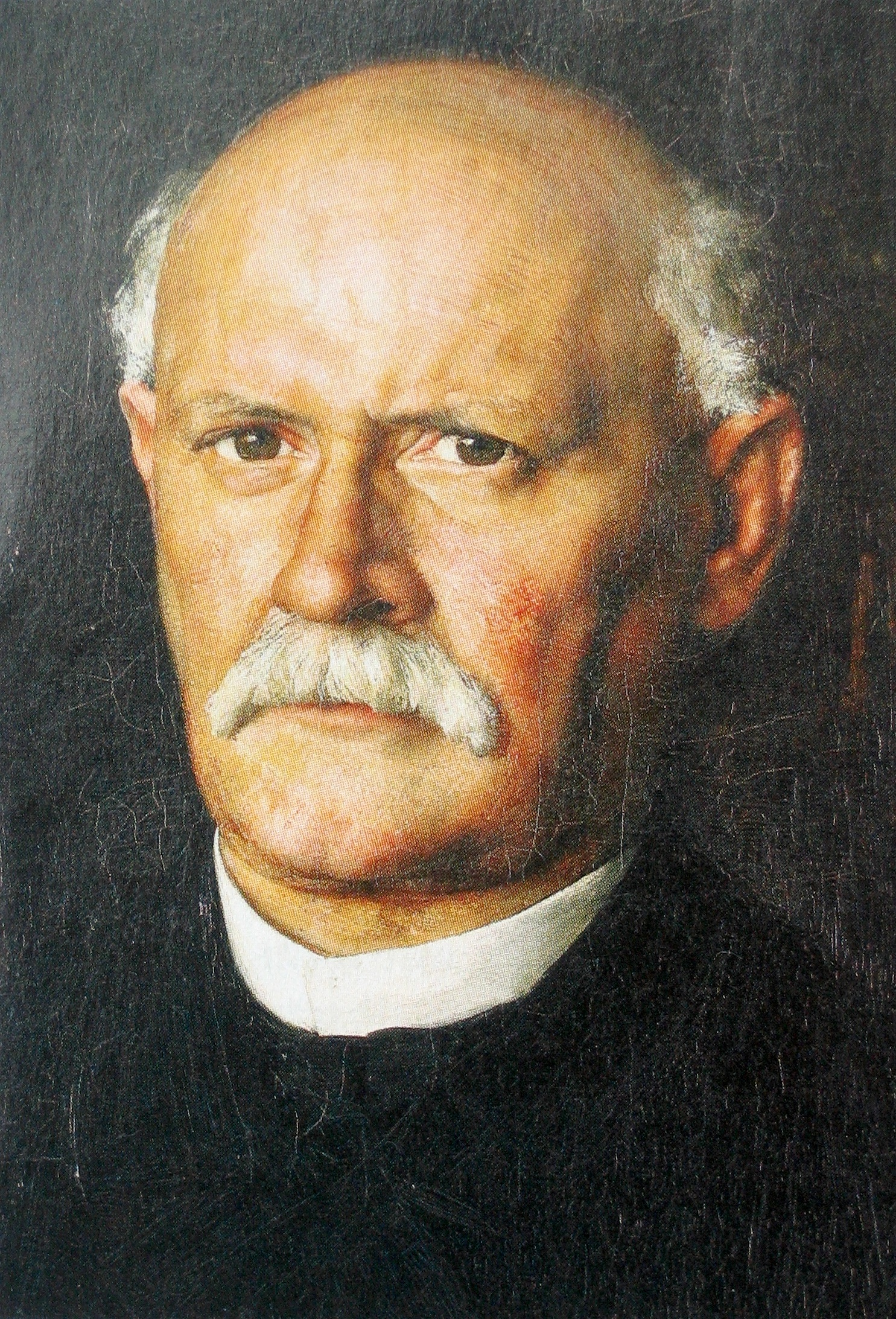
Emil Welti.

Emil Welti, född den 23 april 1825 i Zurzach, kantonen Aargau, död den 24 februari 1899 i Bern, var en schweizisk politiker.
Welti började 1847 verksamhet som advokat i sin födelsekanton, Aargau, vilken 1856 invalde honom, då sedan 1852 president i kretsdomstolen i Zurzach, i sin regering, där han hade plats till 1866. Åren 1857–1866 tillhörde han därjämte ständerrådet och var dess president 1860 och 1866. I december 1866 invaldes han i förbundsrådet, som han tillhörde till 1892 och där han en tid var chef för krigs- och sedermera för post- och järnvägsdepartementen samt president åren 1869, 1872, 1880, 1884 och 1891. Reorganisationen av det schweiziska försvarsväsendet var Weltis verk, och han inlade stor förtjänst om Sankt Gotthardsbanans tillkomst. Sina planer på de schweiziska järnvägarnas förstatligande lyckades han inte genomföra. Welti ägde som statsman stor organisatorisk förmåga, var en utmärkt talare och allmänt aktad för sin redbarhet. Ett monument över honom restes 1903 i Aargau.